# Nathan Ngoy
Nathan Ngoy, né le 10 juin 2003 à Bruxelles en Belgique, est un footballeur belge, d'origine congolaise (RDC), qui joue au poste de défenseur au LOSC Lille.

## Biographie

### En club
Bruxellois, Nathan Ngoy débute le football à l'âge de 5 ans au FC Brussels. À partir de 2011, il joue dans les différentes équipes de jeunes du RSC Anderlecht avant de poursuivre son écolage au Standard de Liège en juillet 2019 à l'âge de 16 ans.

#### Standard de Liège (2021-2025)
À la suite des blessures de Zinho Vanheusden et Merveille Bokadi, l'entraîneur Mbaye Leye lui permet de s'entraîner avec l'équipe première en avril 2021. Un mois plus tard, le 22 mai 2021, il fait ses débuts officiels dans l'équipe première du club : lors de la dernière journée des barrages européens, il est titularisé par Leye contre le KV Ostende.
Il est autorisé à débuter la saison 2021-22 avec l'équipe première. Avant le début de la saison, il signe une prolongation de contrat avec le Standard jusqu'en juin 2024. Lors de sa première saison complète en équipe première, il dispute douze matches officiels : outre onze matches de championnat (dont six en tant que titulaire), il joue également un match de coupe contre La Gantoise (défaite 3-1).
Le 9 septembre 2022, Ngoy sort blessé avant la mi-temps du match de championnat contre Saint-Trond VV (victoire 1-2). En raison d'une blessure au mollet et aux ischio-jambiers, le défenseur est contraint de rester à l'écart pendant des mois pendant la saison 2022-2023,. En mars 2023, il reçoit une prolongation de contrat au Standard de deux ans soit jusqu'en juin 2026.
Lors de la saison 2023-2024, sous l'entraineur Carl Hoefkens, il devient titulaire avec Zinho Vanheusden et Merveille Bokadi au sein de la défense du Standard. Il inscrit son premier but lors du Classico belge contre le RSC Anderlecht donnant la victoire (3-2) à son équipe.

#### LOSC Lille (depuis 2025)
Le 24 juillet 2025, Nathan Ngoy quitte le Standard et rejoint le LOSC Lille où il signe un contrat de quatre saisons. Il y retrouve son ancien coéquipier Arnaud Bodart, ainsi que ses compatriotes Thomas Meunier et Matias Fernandez-Pardo.

### En sélections nationales
Nathan Ngoy est international belge en équipes de jeunes, dès les moins de 15 ans, chez les moins de 16 ans, dans l'équipe des moins de 17 ans puis en équipe des moins de 19 ans.
Il est appelé chez les espoirs pour la première fois par Gill Swerts le 10 novembre 2023 mais ne participe à aucune des deux rencontres programmées.

## Statistiques

### En club
| Saison                | Club                  | Championnat           | Championnat | Championnat | Championnat | Coupe(s) nationale(s) | Coupe(s) nationale(s) | Coupe(s) nationale(s) | Compétition(s) continentale(s) | Compétition(s) continentale(s) | Compétition(s) continentale(s) | Compétition(s) continentale(s) | Autres compétitions | Autres compétitions | Autres compétitions | Autres compétitions | Total | Total | Total |
| Saison                | Club                  | Division              | M.          | B.          | P.d.        | M.                    | B.                    | P.d.                  | Comp.                          | M.                             | B.                             | P.d.                           | Comp.               | M.                  | B.                  | P.d.                | M.    | B.    | P.d.  |
| 2020-2021             | Standard de Liège     | Division 1A           | -           | -           | -           | -                     | -                     | -                     | C3                             | -                              | -                              | -                              | PO2                 | 1                   | 0                   | 0                   | 1     | 0     | 0     |
| 2021-2022             | Standard de Liège     | Division 1A           | 11          | 0           | 0           | 1                     | 0                     | 0                     | -                              | -                              | -                              | -                              | -                   | -                   | -                   | -                   | 12    | 0     | 0     |
| 2022-2023             | Standard de Liège     | Division 1A           | 4           | 0           | 0           | -                     | -                     | -                     | -                              | -                              | -                              | -                              | PO2                 | 3                   | 0                   | 0                   | 7     | 0     | 0     |
| 2023-2024             | Standard de Liège     | Division 1A           | 15          | 1           | 0           | 2                     | 0                     | 0                     | -                              | -                              | -                              | -                              | PO2                 | -                   | -                   | -                   | 17    | 1     | 0     |
| 2024-2025             | Standard de Liège     | Division 1A           | 6           | 0           | 0           | -                     | -                     | -                     | -                              | -                              | -                              | -                              | PO2                 | 10                  | 0                   | 0                   | 16    | 0     | 0     |
| Sous-total            | Sous-total            | Sous-total            | 36          | 1           | 0           | 3                     | 0                     | 0                     | -                              | 0                              | 0                              | 0                              | -                   | 14                  | 0                   | 0                   | 53    | 1     | 0     |
| 2025-2026             | LOSC Lille            | Ligue 1               | 1           | 0           | 1           | -                     | -                     | -                     | C3                             | -                              | -                              | -                              | -                   | -                   | -                   | -                   | 1     | 0     | 1     |
| Total sur la carrière | Total sur la carrière | Total sur la carrière | 37          | 1           | 1           | 3                     | 0                     | 0                     | -                              | 0                              | 0                              | 0                              | -                   | 14                  | 0                   | 0                   | 54    | 1     | 1     |